# Мари д'Анжу
Мари д'Анжу (на френски: Marie d'Anjou) е кралица на Франция, съпруга на Шарл VII.

## Произход
Родена е на 14 октомври 1404 г. в Анже. Дъщеря е на Луи II д'Анжу, титулуван крал на Неапол, и Йоланда Арагонска.

## Кралица на Франция
На 22 април 1422 г. Мари се жени за дофина на Франция Шарл. На 21 октомври същата година той става крал на Франция. Голяма част от царуването ѝ е съпътствано с продължаващата с Англия Стогодишна война, а също със знаменателно събитие като освобождаването на Орлеан от Жана д'Арк.
Мари д'Анжу познава съпруга си от дете, тъй като Шарл прекарва детството си в Анжу. Предана съпруга, тя дарява краля с 15 деца, сред тях и наследникът на трона бъдещият Луи XI. Въпреки това, Мари е пренебрегвана от съпруга си, който предпочита компанията на метресата си Агнес Сорел. Впрочем за разлика от Агнес, Мари не може да се похвали с красота, нещо повече – хронистите от онова време уверяват, че е била толкова непривлекателна, че с „лицето си е можела да уплаши дори англичаните“ („un visage à faire peur aux Anglais eux-mêmes“).
След смъртта на Шарл VII през 1461 г. на престола застава синът му Луи XI.

## Смърт
Мари умира на 29 ноември 1463 на връщане от поклонение до Сент Яков де Компостела, в цистерцианското абатство Дева Мария в Шателие (епархия на Поатие), две години след овдовяването си. Погребана е в базиликата Сен Дени до нейния съпруг Шарл VII .

## Деца
Мари и Шарл VII имат 15 деца:
- Луи XI (3 юли 1423 — 30 август 1483), крал на Франция от 1461 г.
- Радегунда (1425 — 1444)
- Жан (1425 — 1425)
- Катрин дьо Валоа (1428 — 30 юли 1446), от 19 май 1440 г. съпруга на Шарл Смели (10 ноември 1433 — 5 януари 1477), херцог на Бургундия
- Жак (1432 — 1437)
- Йоланда Френска (23 септември 1434 — 28 август 1478), от 1447 г. съпруга на Амадей IX Савойски (1 февруари 1435 — 30 март 1472), херцог Савойски и принц на Пиемонт от 1465 г.
- Жана дьо Валоа (1435 — 1482), от 1447 г. супруга на Жан II дьо Бурбон Добрия (1426 — 1 април 1488), 6-и херцог дьо Бурбон от 1456 г.
- Филип (4 февруари 1436 — 1436)
- Маргарита (май 1437 — 1438)
- Жана (7 септември 1438 — 26 декември 1446)
- Мария (7 септември 1438 — 14 февруари 1439)
- Жана (1440)
- Мария (1441)
- Мадлен (1 декември 1443 — 21 януари 1495), от 7 март 1461 г. съпруга на Гастон дьо Фоа (1444 — 1470), виконт дьо Кастелбон от 1462 г., принц Виански
- Шарл II (26 декември 1446 — 24 май 1472), херцог дьо Бери през 1461 — 1465 г., херцог Нормандски 1465 — 1469, херцог Гиенски от 1469 г.

- Изображения на децата
- Луи XI
син
- Катрин дьо Валоа, графиня Шароле
дъщеря
- Жана Френска,
херцогиня дьо Бурбон
дъщеря
- Йоланда Френска, херцогиня на Савоя,
 миниатюра
дъщеря
- Мадлен Френска 
дъщеря
- Шарл II
син